# Acetilcisteína
Nota: se procura o Time de futebol da Holanda, veja NAC
Acetilcisteína, também conhecida como N-acetilcisteína (NAC), é uma medicação que é usada para o tratamento da overdose de paracetamol (acetaminofeno) e para soltar o muco em indivíduos com infecções respiratórias (virais ou bacterianas) bem como portadores de doenças mais graves como fibrose cística ou doença pulmonar obstrutiva crônica. Pode ser tomado por via intravenosa, pela boca, ou inalado, como uma névoa. Algumas pessoas usam como um suplemento dietético.
Efeitos colaterais não são frequentes, e os mais comuns incluem náuseas e vômitos, quando tomado por via oral. A pele pode, ocasionalmente, tornar-se vermelha e coçar. Um tipo não imune de anafilaxia também pode ocorrer. Parece ser seguro durante a gravidez e na overdose de paracetamol, ele age aumentando o nível de glutationa, um antioxidante que pode neutralizar os produtos tóxicos de degradação do paracetamol.
Acetilcisteína inicialmente foi patenteado em 1960 e licenciado para uso em 1968. Está na Lista de Medicamentos Essenciais da Organização Mundial da Saúde, os medicamentos mais eficazes, seguros e necessários em um sistema de saúde. Ele está disponível como um medicamento genérico e não é muito caro.